# 张世伟 (1973年)
张世伟（1973年11月—），男，汉族，湖北武汉人，中华人民共和国政治人物，中共党员。

## 生平
张世伟早年在湖北大学行政管理系行政秘书专业就读，并获得法学学士学位；1995年，他在湖北大学政治与行政学院学科教学论专业攻读研究生，1998年毕业并获得教育学硕士学位，并成为中共湖北省委党校的一名教师，任内，他得到了副教授职称。
2008年，张世伟转战政界，出任湖北省襄樊市襄阳区（襄阳市襄州区）人民政府副区长，2011年，他通过在地基层党代表推选，成为中共襄阳市保康县委副书记、县人民政府县长；2016年，张世伟由保康县长升任中共保康县委书记，期间，因在脱贫攻坚战中作出突出贡献，他于2021年2月25日的全国脱贫攻坚总结表彰大会上，被中共中央授予“全国脱贫攻坚先进个人”称号，同年6月，獲中共中央組織部授予「全國優秀縣委書記」稱號。
2022年，调任中共湖北省委副秘书长；同年9月，出任中共咸宁市委副书记、宣传部长。